# ANTXR2
ANTXR2‏ (ANTXR cell adhesion molecule 2) هوَ بروتين يُشَفر بواسطة جين ANTXR2 في الإنسان.